# جوني ريب
نيكولاس جوني ريب (بالهولندية: Johnny Rep)‏، من مواليد 25 نوفمبر 1951 في زاندام بمقاطعة شمال هولندا في هولندا، لاعب كرة قدم هولندي سابق.
بدأ مسيرته الكروية مع نادي أياكس أمستردام في عام 1971 وحتى عام 1975، وفي عام 1975 انتقل إلى نادي فالنسيا الإسباني ولعب معهم حتى عام 1977، وفي عام 1977 انتقل إلى نادي باستيا الفرنسي، ولعب معهم حتى عام 1979، وفي عام 1979 انتقل إلى نادي سانت إتيان الفرنسي، ولعب معهم حتى عام 1983، وفي موسم 1983/1984 انتقل إلى نادي زوول، وفي عام 1984 انتقل إلى نادي فيينورد الهولندي، ولعب معهم حتى عام 1986، وفي موسم 1986/1987 انتقل إلى نادي هارليم الهولندي واعتزل معهم كرة القدم.
و هو الهداف التاريخي لمنتخب هولندا لكرة القدم في كأس العالم لكرة القدم برصيد 7 أهداف.

## مسيرته الكروية
لعب جوني ريب خلال مسيرته الاحترافية مع 7 أندية في ستة عشر موسمًا وسجل خلالها 150 هدف ضمن 428 مباراة. حيث فاز في موسم واحد بالكأس وفي ثلاثة مواسم بالدوري.
خاض جوني ريب مسيرته مع نادي أياكس أمستردام في موسم 1971–72 ليلعب معه أربعة مواسم، مشاركًا في 97 مباراة سجل خلالها 41 هدفًا. ثم انتقل إلى نادي فالنسيا في موسم 1975–76 ولمدة موسمين، حيث شارك في 55 مباراة سجل خلالها 22 هدفًا. لينتقل بعدها إلى نادي باستيا في موسم 1977–78 ولمدة موسمين، مشاركًا في 65 مباراة سجل خلالها 33 هدفًا. ثم انتقل إلى نادي سانت إتيان في موسم 1979–80 ليلعب معه أربعة مواسم، مشاركًا في 131 مباراة سجل خلالها 44 هدفًا. هذا وانتقل لاحقًا إلى نادي بي إي سي زفوله في موسم 1983–84 لمدة موسم واحد، مشاركًا في 32 مباراة سجل خلالها 5 أهداف. ثم انتقل بعدها إلى نادي فاينورد في موسم 1984–85 ولمدة موسمين، مشاركًا في 43 مباراة سجل خلالها 5 أهداف أيضًا. ليعود وينتقل من جديد، لكن هذه المرة إلى نادي هارلم في موسم 1986–87 لمدة موسم واحد، مشاركًا في 5 مباريات ولم يسجل أي هدف.

## روابط خارجية
- جوني ريب على موقع الاتحاد الدولي (مؤرشف)  (الإنجليزية)
- جوني ريب على موقع الاتحاد الأوربي (الإنجليزية)
- جوني ريب على موقع قاعدة بيانات كرة القدم.إي يو (الإنجليزية)
- جوني ريب على موقع ليكيب (الفرنسية)
- جوني ريب على موقع ناشيونال فوتبول تيمز (الإنجليزية)
- جوني ريب على موقع عالم كرة القدم.نت (الإنجليزية)
- جوني ريب على موقع كووورة